# Arroyo Caprichoso
El arroyo Caprichoso o el Moody Brook es un pequeño curso de agua que conforma un valle y desemboca en la rada de Puerto Argentino/Stanley que es efectivamente su estuario (ampliado como resultado de la acción glacial), ubicado en el este de la isla Soledad en las islas Malvinas. Se localiza en el noroeste de la capital malvinense, y anteriormente fue la ubicación de los cuarteles del Cuerpo de Marines Reales en la ciudad. 

## Toponimia
En idioma inglés, lleva el nombre del gobernador Richard Moody, que mandó a fundar una nueva ciudad (Puerto Stanley).

## Historia
Desde 1915 se instaló en su desembocadura un transmisor de radio fue construido para mejorar las comunicaciones al hemisferio norte, tras las batallas  ocurridas en el Atlántico Sur durante la Primera Guerra Mundial.  El mar en este punto es poco profundo y, por lo tanto, el carbón y los materiales debieron descargarse en el Camber Depot en el lado del puerto de Navy Point. Para lograr el funcionamiento de estas instalaciones se construyó el pequeño ferrocarril Camber que iniciaba su recorrido de 5.6 kilómetros en el embarcadero Navy Port  hasta inmediaciones de la desembocadura de este arroyo donde se asentó el punto terminal apeadero Moody Brook. Este estaba encargado de abastecer y poner el funcionamiento la usina del transmisor. 
El sistema cayó en desuso después de que se modernizó la estación inalámbrica. El desarrollo de la válvula amplificadora, hizo innecesario contar con enormes potencias para la transmisión y el final de la guerra, sellaron el destino del ferrocarril malvinense. La central eléctrica ubicada en Moody Brook dejó de funcionar, dejando al Camber sin uso. De este modo, sus operaciones fueron declinando hasta cesar por completo a mediados de 1920.Algunas fuentes citan al año 1927 como cierre definitivo. Otras fuentes indican que la línea funcionaba hasta el fin de la década de 1940, cuando se utilizaba petróleo como combustible en la estación. Esto quizás haga referencia al uso recreativo como carros ferroviarios a vela que se hizo.
Durante la Operación Rosario, el 2 de abril de 1982, el rompehielos ARA Almirante Irízar (Q-5) realizó el tercer movimiento táctico mediante el envío de buzos tácticos en una operación helitrasportada sobre el arroyo. Partes de la infraestructura se utilizaron en la Guerra de las Malvinas de 1982. Como ejemplo cuando los soldados del Batallón de Infantería N°.5 construyó un fuerte cuyo techo estaba sólidamente reforzado con rieles y durmientes tomados de la sección final del ferrocarril ubicada en inmediaciones del cuartel de los Royal Marines en Moody Brook; estas instalaciones militares fueron completamente destruidas por las fuerzas armadas argentinas. Los soldados argentinos desconocían la historia del ferrocarril malvinense, tomaron rieles y durmientes pensado que era material de alguna cantera o muelle por su poco peso y tamaño.

En la guerra de las Malvinas, el comandante de la Agrupación Ejército Malvinas Oscar Luis Jofre estableció su puesto de mando en Moody Brook.

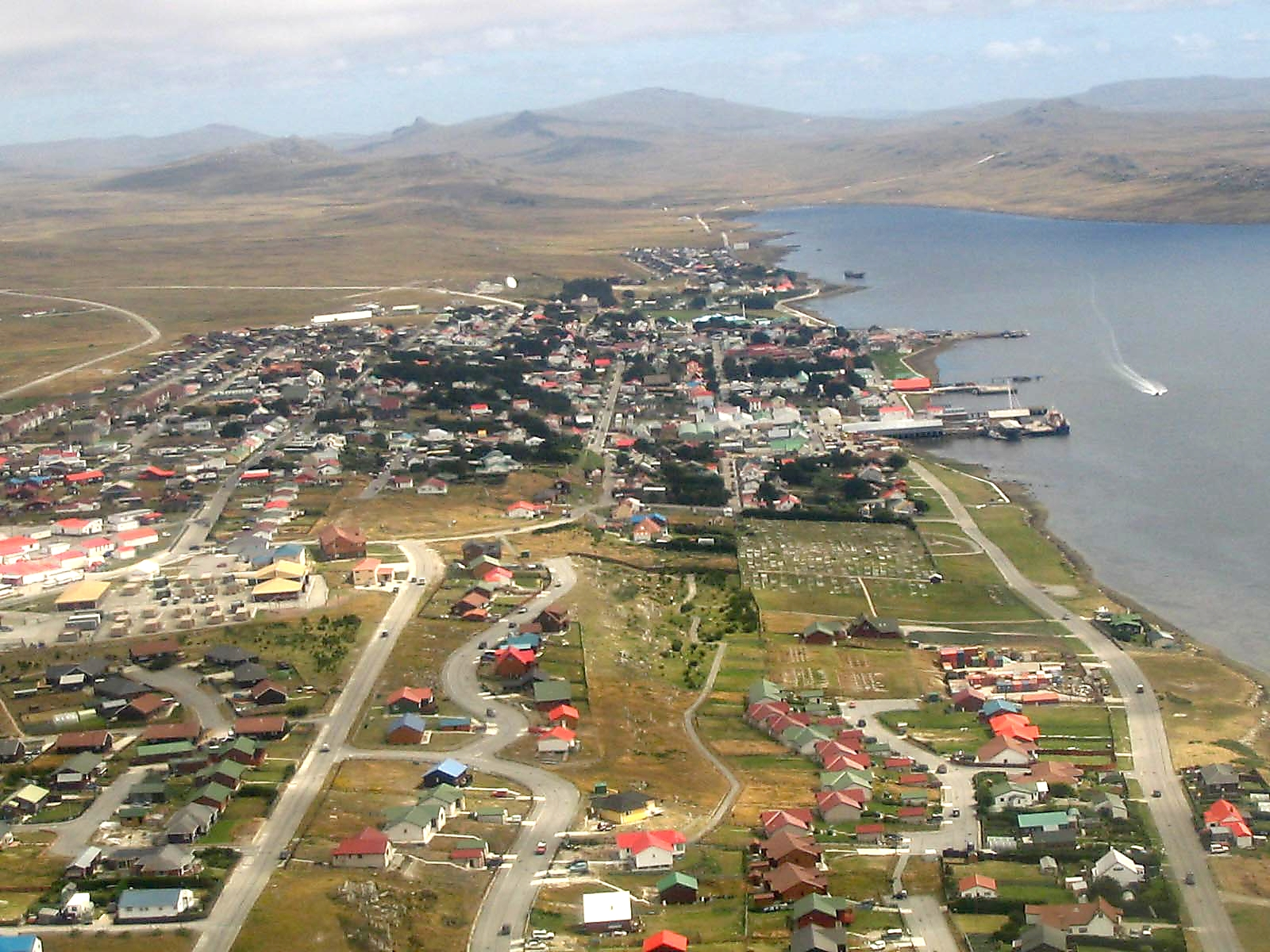
Puerto Argentino con la desembocadura del arroyo de fondo.
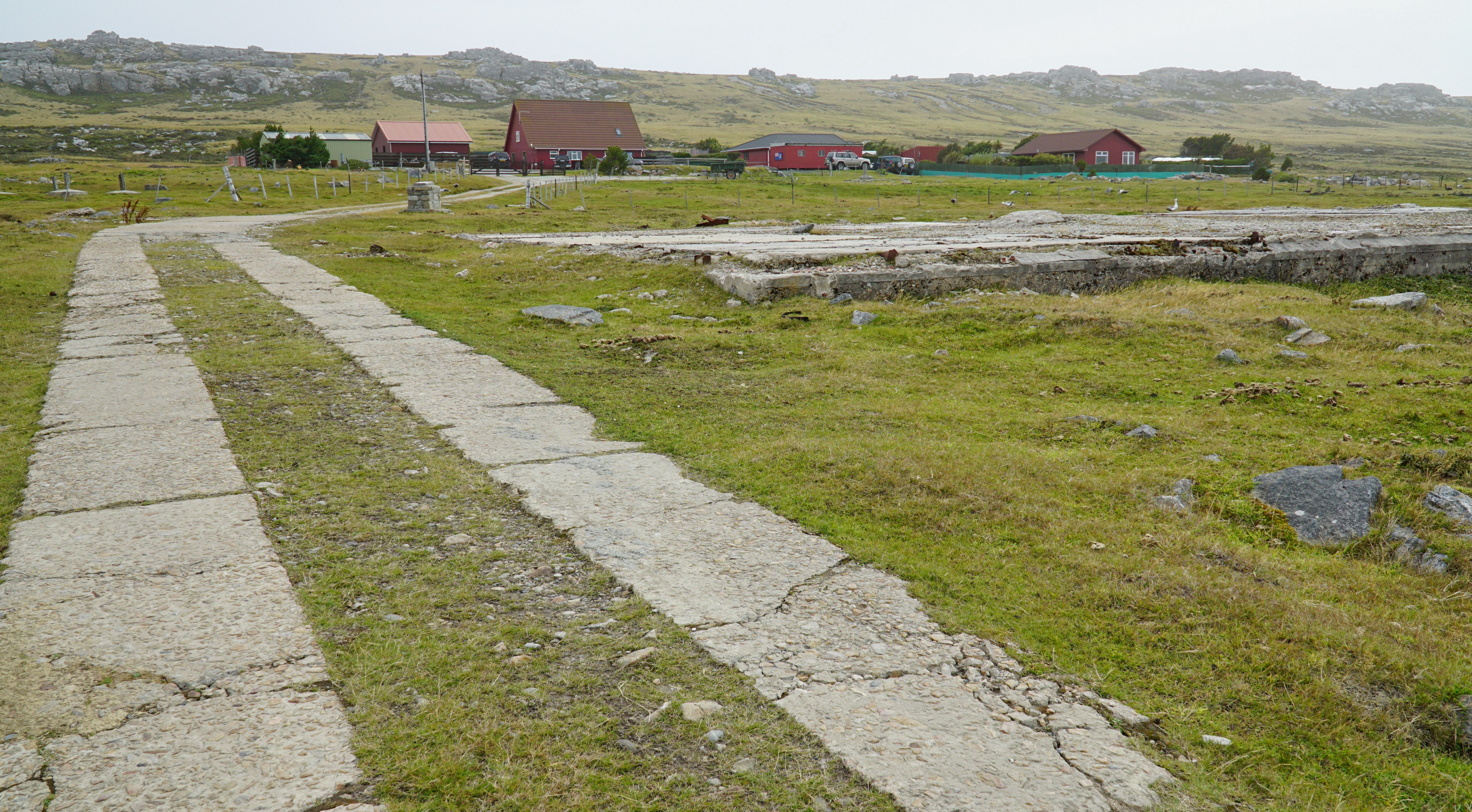
Instalaciones en proximidades de la desembocadura del curso.
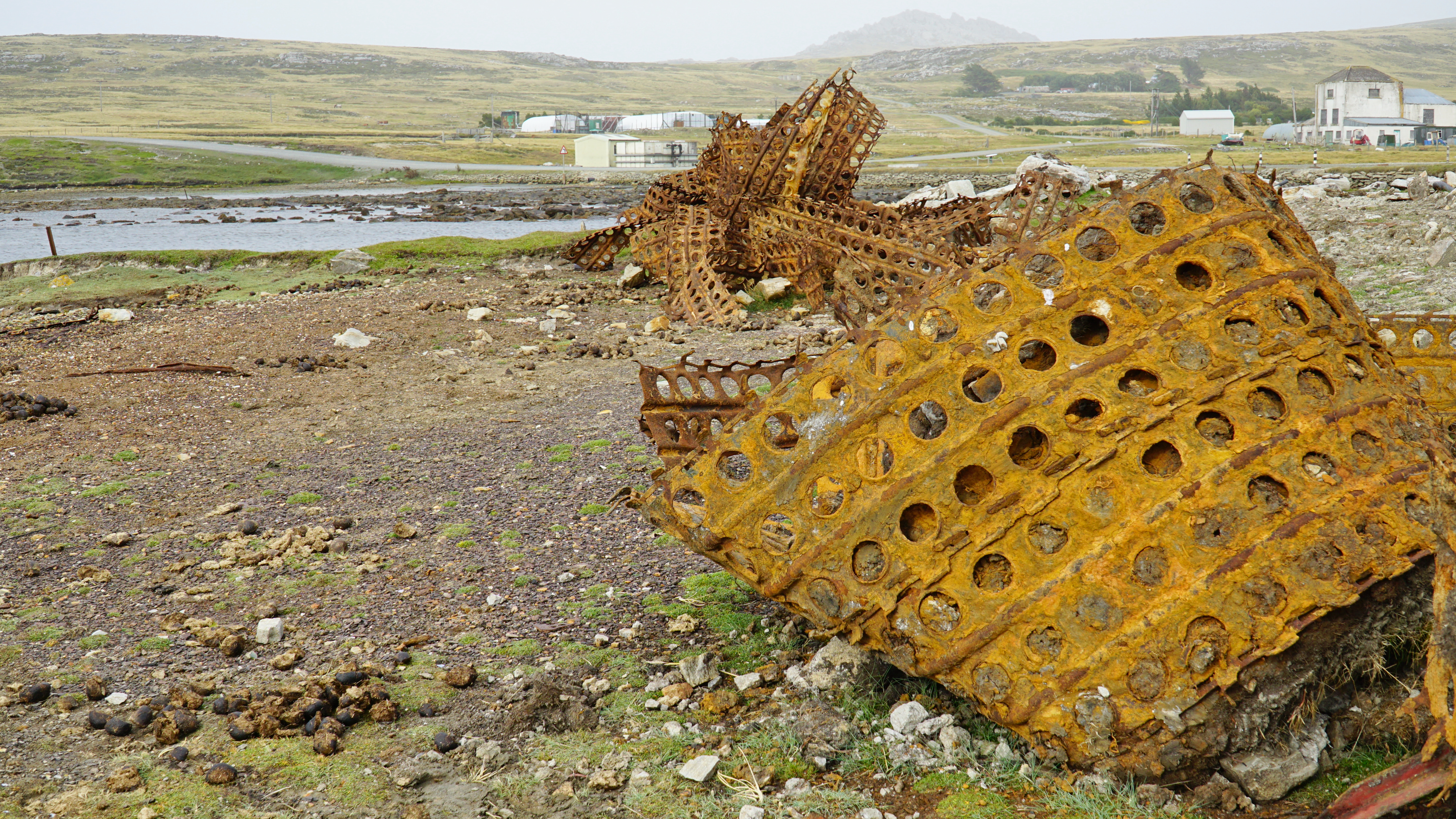
Vista del estuario con basura humana dejada por el ejército británico.
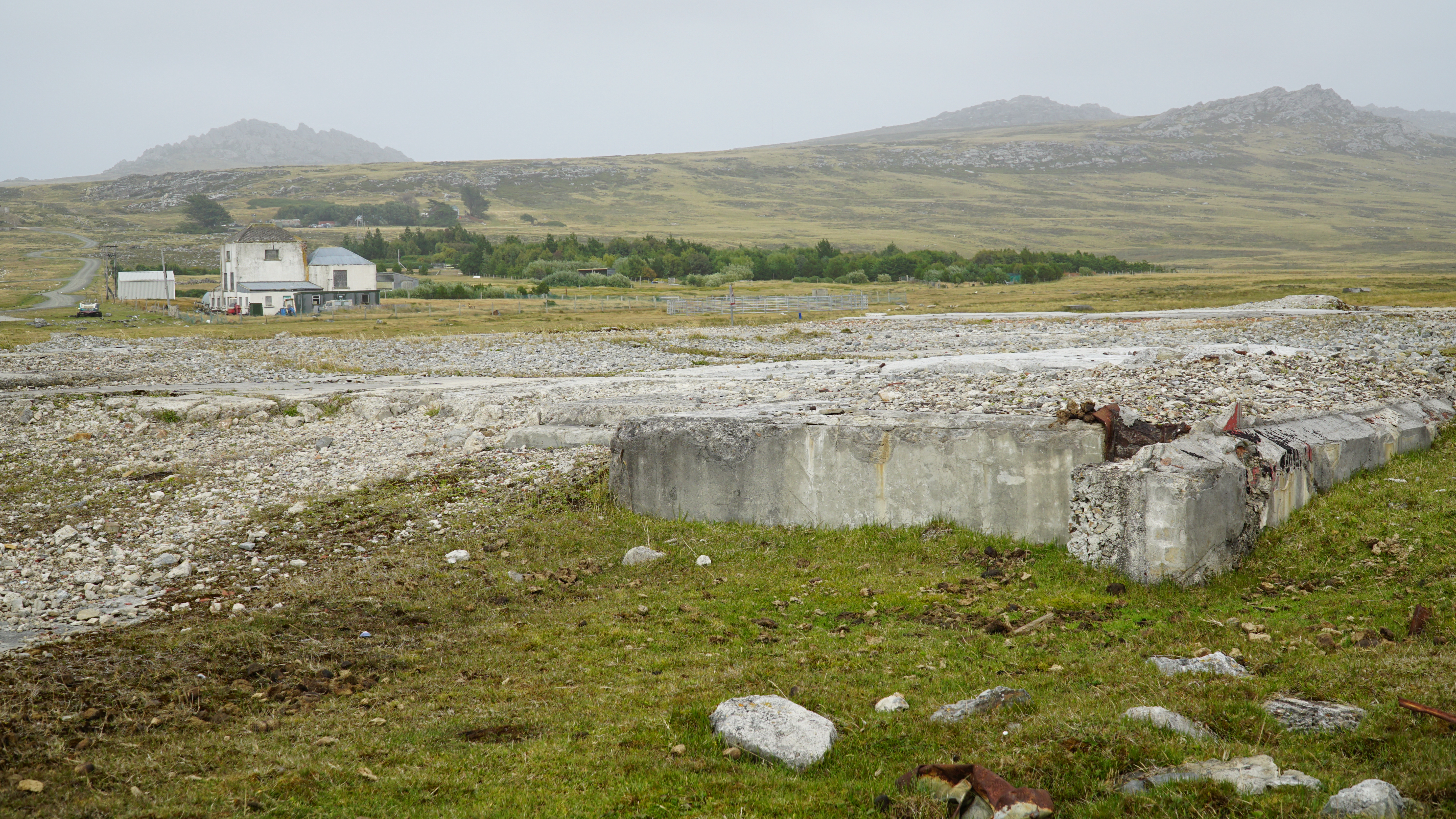
Paisaje montañoso que rodea al arroyo.